# Lissochlora daniloi
Lissochlora daniloi là một loài bướm đêm trong họ Geometridae.